# 狙撃手章
狙撃手章(ドイツ語: Scharfschützenabzeichen)は、ナチス・ドイツの勲章。

## 概要
1944年8月20日、アドルフ・ヒトラーによって制定された。当初授与対象は陸軍及び武装親衛隊に所属する者のみであったが、1944年12月14日、国防軍最高司令部によって海軍と空軍にも授与されることとなった。

## 等級
狙撃手章には3等級が設けられていた。
- 3等 (装飾無し)：20人以上の狙撃
- 2等 (銀装飾)：40人以上の狙撃
- 1等 (金装飾)：60人以上の狙撃

狙撃した人数は1944年9月1日から記録し始めた。ただし、狙撃した人数の認定には目撃者の申告が必要であった。
狙撃手章は服の右袖に佩用した。

## 捕虜
国防軍最高司令部は1945年、敵の捕虜になりそうな状況に陥った際には必ず狙撃手章を取り外すよう各部隊に伝達した。特にソ連の捕虜になった者のうち、狙撃手章を佩用していた者はその場で射殺されていたためである。

## 受章者
- ヨーゼフ・アラーベルガー (1等)
- マティアス・ヘッツェナウアー (1等)
- ブルーノ・ストクス（英語版） (1等)